# Hofämterspiel

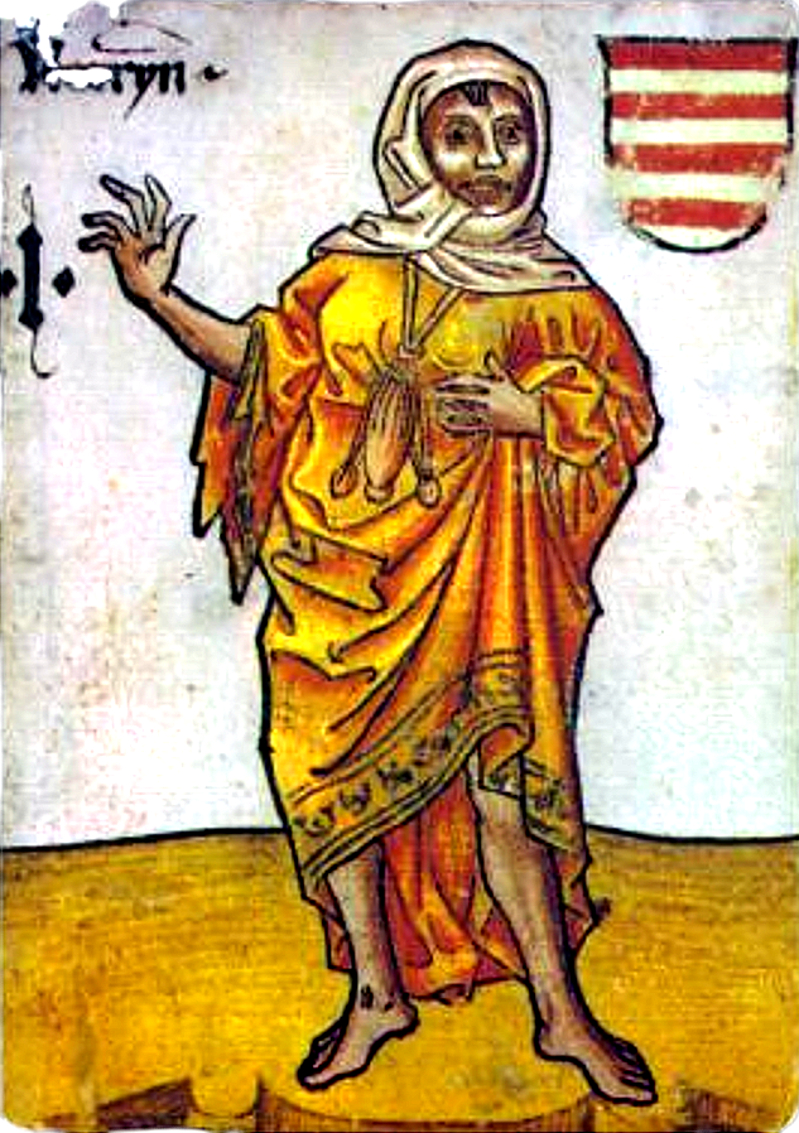
Die Nerryn (Der Narr)

Das Hofämterspiel, eines der ältesten vollständig erhaltenen Spielkartendecks mit allen 48 Karten, ist ein bedeutendes mittelalterliches handgefertigtes Kartenspiel aus dem 15. Jahrhundert, das von Ladislaus Postumus, König von Ungarn und Böhmen sowie Herzog von Österreich von 1453 bis 1457, in Auftrag gegeben wurde. Es wurde zusammen mit einem weiteren, sogenannten Ambraser Hofjagdspiel, in der großen Kunstsammlung von Erzherzog Ferdinand II. von Tirol am Schloss Ambras gefunden. Ihre heraldischen Anzüge repräsentieren in gewissem Maße „die politischen und dynastischen Beziehungen in Mitteleuropa in der Mitte des 15. Jahrhunderts“ und sind „von einer zu diesem frühen Zeitpunkt unübertroffenen Qualität.“

## Abbildungen
Die 48 Karten des ca. 97 mm × 140 mm großen Kartenspiels sind mit leuchtenden Temperafarben bemalt und tragen Details aus Blattsilber und Blattgold. Die vier Farben dieses Satzes, die höfische Funktionen darstellen, werden durch vier heraldische Tinkturen repräsentiert. Jedes Farbenzeichen trägt die Wappen von vier Königreichen: Frankreich, Deutschland, Böhmen und Ungarn. Jede Karte trägt daher den Titel der dargestellten Funktion und die entsprechende römische Zahl.
Die Abbildungen, deren Namen in archaischem Deutsch verfasst sind, veranschaulichen die Bedeutung verschiedener Hofämter im Spätmittelalter sowie die Werte der Karten, die in römischen Ziffern von 1 bis 10 nummeriert sind. König und Königin haben keine Zahl und sind zudem die einzigen beiden Personen, deren Beruf nicht angegeben ist.
In allen vier Farben stellt die I einen Narren (Narr) oder dessen weibliche Entsprechung Narryn dar. Die beiden höchsten Karten neben König und Königin stellen den Hausherrn, Hofmeister (X), dar, der während der Abwesenheit des Herrschers den Hof leitete, und den Marschall, Marschalk (IX), der für alle Aufgaben zuständig war, die den Einsatz von Pferden oder Kutschen erforderten. Mit Ausnahme zweier Untertanen, der Hofdame, Jungfrawe (VI), in allen Farben und dem Trompeter, Trometer (IIII), in Deutschland und Ungarn, sind alle anderen Personen individuell und erscheinen in keiner anderen Farbe.
Der soziale Rang jeder einzelnen Person lässt sich anhand des höheren oder niedrigeren Wertes der jeweiligen Karte leicht erkennen. So hätte beispielsweise der Arzt, Artzt, in der böhmischen Farbe mehr oder weniger denselben sozialen Rang gehabt wie ein Kaplan, Capplan, in der deutschen Farbe, ein Kanzler, in der ungarischen Farbe oder eine Hausherrin einer Königin oder Prinzessin, Hofmeistryn, in der französischen Farbe. Alle diese Personen sind daher auf der Achter (VIII) in verschiedenen Farben dargestellt.

## Bedeutung
Das Hofämterspiel verdankt seinen Namen den Positionen, die die meisten der auf den Karten abgebildeten Figuren innehatten – Ämter, die im Mittelalter zum standarden Merkmal eines Fürstenhofes gehörten. Die heute üblichen Bezeichnungen der Hofämter verraten lediglich, welche Aufgaben ihre Inhaber ursprünglich auf einem Landsitz hatten. Das Wort „Marschall“ beispielsweise leitet sich von der ursprünglichen Bezeichnung für den Diener ab, den für die Pferde verantwortlich war, und der bei allen Tätigkeiten mitwirkte, bei denen Pferde eine wichtige Rolle spielten – auf Reisen und Feldzügen, wenn Quartiere für den König und sein Gefolge gesucht werden mussten. Mit der wachsenden Bedeutung der Kavallerie in Kriegszeiten erweiterten sich die militärischen Aufgaben des Marschalls, und im Feld wurde er zum Feldmarschall.
Im Gegensatz zu anderen bekannten Kartendecks derselben Zeit aus der deutschen Kultur, wie dem Hofjagdspiel, dem Flämischen Jagdspiel und dem Stuttgarter Kartenspiel, spiegelt das Hofämterspiel die politischen Verhältnisse in Mitteleuropa Mitte des 15. Jahrhunderts wider und ist im Wesentlichen von der üblichen Sozialstruktur der Königshöfe im Spätmittelalter inspiriert. Das Interessante an diesen Karten ist daher, dass nicht nur ihr intrinsischer Wert für die frühe Geschichte der Spielkarten aufgezeigt wird, sondern auch die Beweise, die sie für das Verständnis der sozialen Hierarchie und des Alltagslebens an spätmittelalterlichen Höfen liefern.
Das Hofämterspiel ist möglicherweise nicht das einzige Spiel seiner Art. In der frühesten bekannten Beschreibung von Spielkarten findet sich ein ähnliches Deck mit aber 60 Karten. Das 1377 von Johannes von Rheinfelden in Freiburg im Breisgau verfasste Spiel enthielt jeweils fünf Hofkarten: König, Königin, Obermarschall, Magd und Untermarschall. Die zehn Zahlenkarten stellten verschiedene Berufe wie Bäcker, Metzger, Müller und Bauern dar. Die sogenannte Mantegna Tarocchi aus Italien (ca. 1465) verfolgt einen ähnlichen Ansatz bei der Rangfolge der Berufe in einer Hierarchie oder sozialen Ordnung, diente jedoch pädagogischen Zwecken und nicht als Spiel.
Das Hofämterspiel enthält eine Karte namens Küchenmeister, die möglicherweise der Prototyp von Franz Kafkas Oberköchin ist. oder Chefkoch in seinem Roman Amerika. Obwohl ein Küchenmeister ein Meisterkoch und kein Chefkoch ist, sollte ihre mögliche Verbindung nicht außer Acht gelassen werden.

### Personen im Hofämterspiel
Hinweis: Namen, die nicht in allen vier Farben vorkommen, sind braun hervorgehoben.
| Kartenwert      | Die Farbe: Böhmen          | Die Farbe: Frankreich    | Die Farbe: Deutschland | Die Farbe: Ungarn           |
| --------------- | -------------------------- | ------------------------ | ---------------------- | --------------------------- |
| ... (König)     | König                      | König                    | König                  | König                       |
| ... (Königin)   | Königin                    | Königin                  | Königin                | Königin                     |
| X (Hausmeister) | Hofmeister                 | Hofmeister               | Hofmeister             | Hofmeister                  |
| IX (Marschall)  | Marschalk                  | Marschalk                | Marschalk              | Marschalk                   |
| VIII            | Artzt (Arzt)               | Hofmeistryn (Hausherrin) | Capplan (Kaplan)       | Kantzler (Kanzler)          |
| VII             | Kammermeister (Kammerherr) | Mundschenk (Mundschenk)  | Truchseß               | Kuchenmeister (Kochmeister) |
| VI (Hofdame)    | Jungfrawe                  | Jungfrawe                | Jungfrawe              | Jungfrawe                   |
| V               | Valkner (Falkner)          | Koch                     | Kellner (Weinschenk)   | Schütze (Bogenschütze)      |
| IIII            | Trometer (Trompeter)       | Marstaler (Stallmeister) | Barbier                | Trometer (Trompeter)        |
| III             | Herold                     | Hofschneider (Schneider) | Renner (Melder)        | Fischer (Fischhändler)      |
| II              | Hefneryn (Töpfer)          | Jeger (Jäger)            | Bote (Kurier)          | Pfister (Bäcker)            |
| I (Narr)        | Narr                       | Nerryn (Narrin)          | Narr                   | Nerryn (Narrin)             |

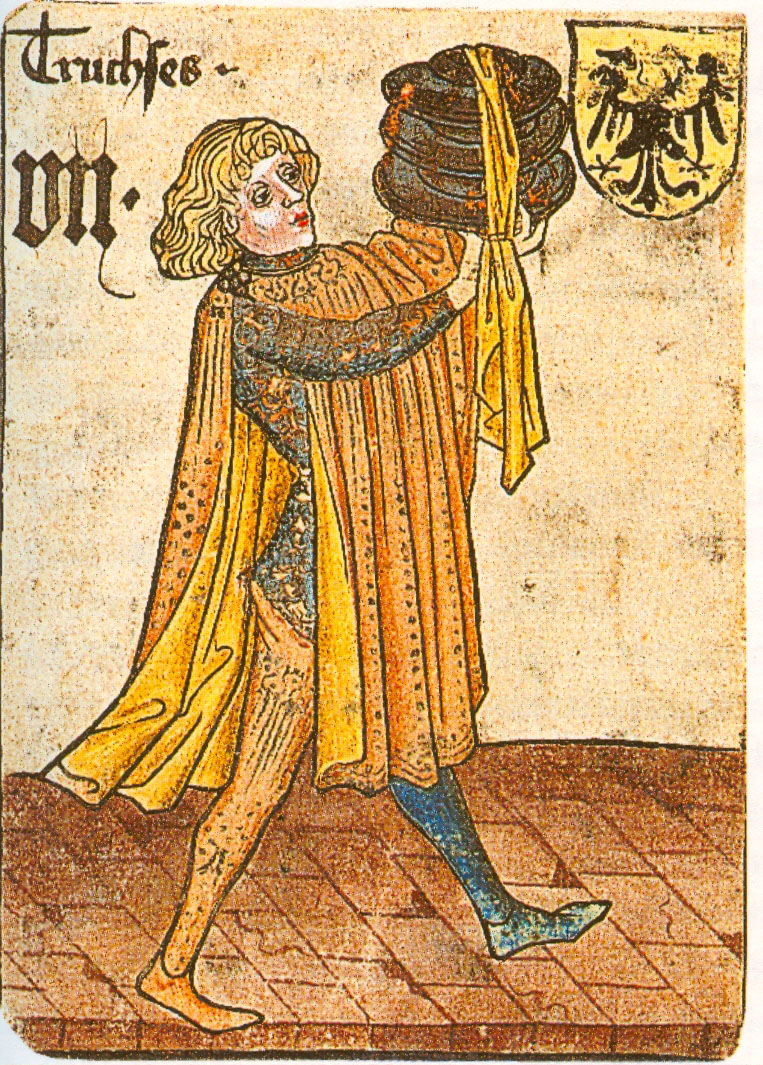
Der Truchseß
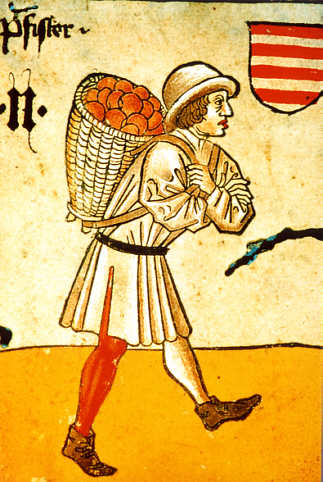
Der Pfister
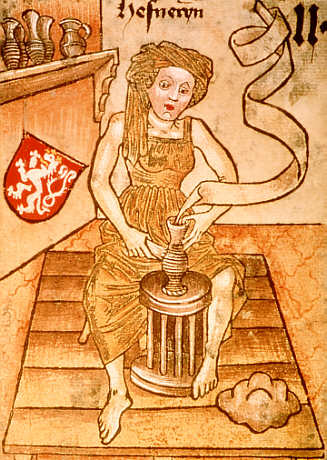
Die Hefnneryn
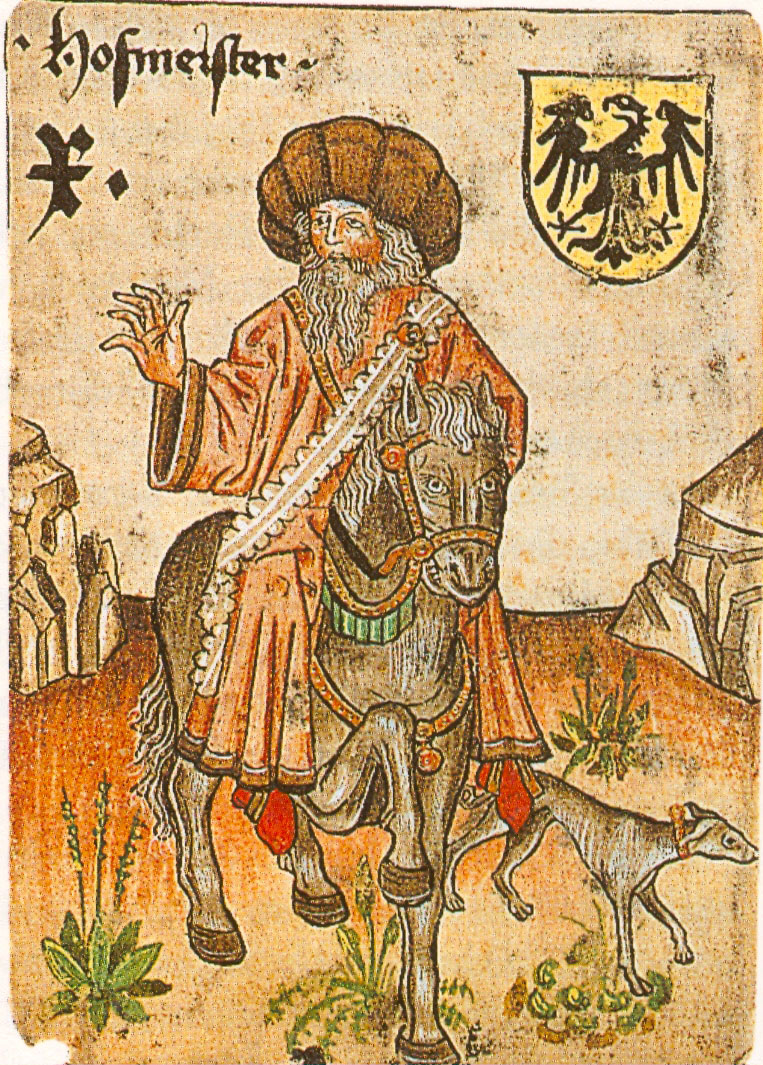
Der Hofmeister
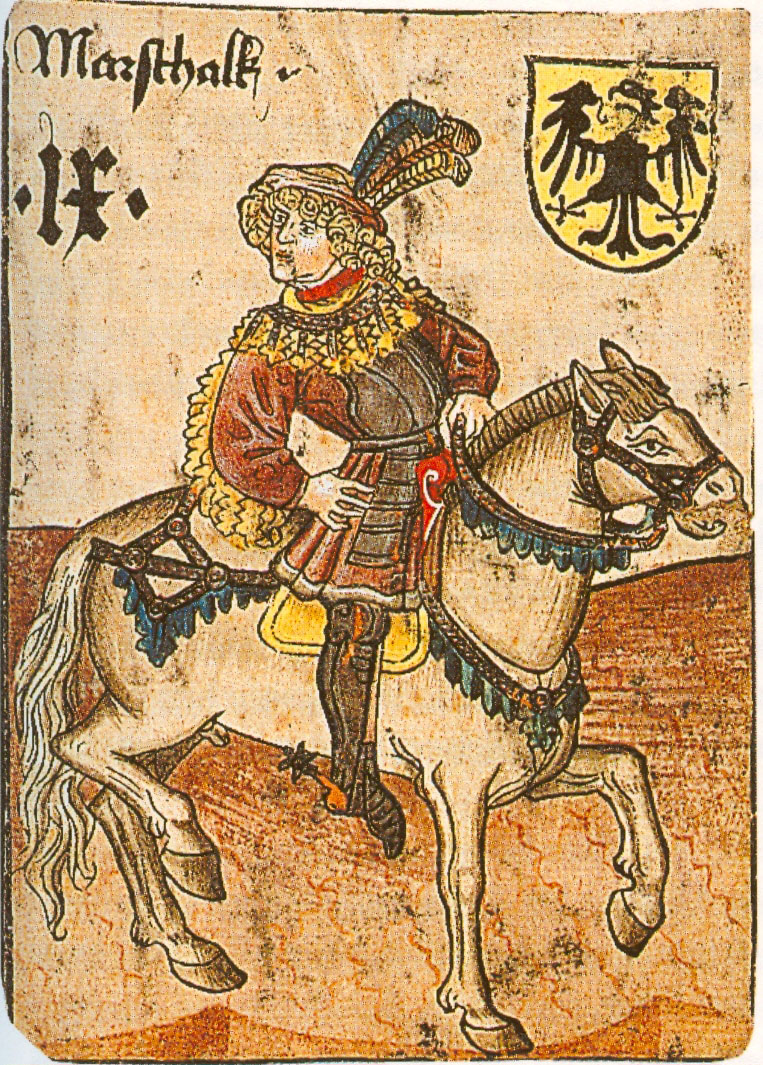
Der Marschall
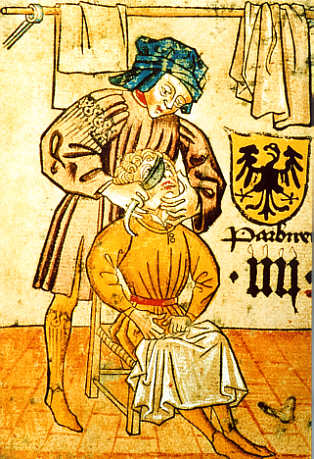
Der Barbier